# Illa de Bering
L'illa de Bering (en rus: Остров Беринга, Óstrov Béringa), és una illa russa que es troba en aigües del mar de Bering, al davant de la península de Kamtxatka i que pertany al grup de les illes del Comandant. Administrativament pertany al krai de Kamtxatka.

## Geografia
Amb 90 kilòmetres de llrg i 20 d'ample l'illa té una superfície de 1.660 km², cosa que la converteix en la més gran de les illes del Comandant. Anteriorment fou coneguda pel nom d'illa Avacha. Uns 4 km al nord-oest hi ha la petita illa Toporkov («Ostrov Toporkov»), una illa quasi circular amb un diàmetre d'uns 800 metres.
És un territori aïllat amb un clima molt dur. El terreny és irregular i no hi ha arbres. La boira sovinteja i és propensa a patir importants terratrèmols. Fins al 1826 no hi hagué habitants permanents a l'illa. Actualment la vila de Nikólskoie acull uns 800 habitants, 300 d'ells d'origen aleutià. La principal activitat econòmica és la pesca.
Les costes de l'illa acullen un hàbitat natural per la llúdria marina i importants colònies de foques.

## Història
El navegant danès Vitus Bering, a bord del Svyatoy Pyotr, naufragà i morí d'escorbut en aquesta illa, junt a 28 dels seus homes el 1741. El 1743 Emilian Básov arribà a l'illa a la recerca de llúdries marines, començant així el procés rus de saltar d'illa en illa fins a arribar a Alaska.